# Libellula angelina
Libellula angelina Selys, 1883 è un insetto della famiglia Libellulidae, con areale asiatico.

## Descrizione
La libellula angelina è molto più piccola rispetto alle altre libellule e al fusto è tutta nera con parti marrone scuro, ha delle ali con tre macchie sul margine di colore palissandro-rossastro.

## Distribuzione e habitat
È diffusa in Cina, Giappone, Corea del Nord e Corea del Sud. 

I suoi habitat naturali sono i laghi d'acqua dolce e paludi d'acqua dolce.